# Anthony Rizzo
Anthony Vincent Rizzo (* 8. August 1989 in Fort Lauderdale, Florida) ist ein US-amerikanischer Baseballspieler in der Major League Baseball (MLB). Sein Debüt gab er am 9. Juni 2011 bei den San Diego Padres. Ab der Saison 2012 spielte er in der Liga-Organisation der Chicago Cubs. Seit 2021 spielt er für die New York Yankees als First Baseman. Weil er italienischer Abstammung ist und die doppelte Staatsbürgerschaft besitzt, nahm er für die italienische Baseball-Nationalmannschaft an der World Baseball Classic 2013 teil.

## Persönliches
Im Mai 2008 wurde bei Rizzo ein Hodgkin-Lymphom diagnostiziert.